# Orhei
Orhei (in russo Орге́ев, Orgéev) è una città della Moldavia, capoluogo del distretto omonimo di 25.641 abitanti al censimento del 2004. Situato nella parte centro orientale del paese lungo la riva del Răut, dista 42 km dalla capitale.

## Storia
Il territorio risulta abitato fin dall'epoca della Rus' di Kiev da popolazioni slave, soppiantate successivamente dai Tatari. Intorno al XIV secolo viene fondata la città di Orhei Vechi, nel territorio dell'odierno comune di Trebujeni nei pressi del fiume Dnestr. Orhei è menzionata a partire dai documenti del XVI secolo. Del secolo successivo è la costruzione della cattedrale in pietra bianca per volere di Vasile Lupu, voivoda moldavo. Nel 1835 è diventata capoluogo di Uezd.

## Amministrazione

### Gemellaggi
- Piatra Neamț
- Bicaz
- Bergama
- Pontecorvo, dal 26 febbraio 1998

## Società

### Evoluzione demografica
In base ai dati del censimento, la popolazione è così divisa dal punto di vista etnico:
| Etnia       | Abitanti | %     |
| ----------- | -------- | ----- |
| Moldavi     | 17.775   | 69,32 |
| Ucraini     | 920      | 3,58  |
| Russi       | 1.398    | 5,45  |
| Gagauzi     | 32       | 0,12  |
| Bulgari     | 47       | 0,18  |
| Rumeni      | 5.089    | 19,85 |
| Altre etnie | 380      | 1,48  |

## Sport

### Calcio
La squadra principale della città è il Milsami Orhei.